# Konzul (predstavnik)
Konzul je službeni predstavnik vlade države šiljateljice u nekom važnijem gradu države primateljice, ovlašten obnašati konzularne funkcije. 
U užem smislu, konzul je šef konzularnog ureda pod nazivom konzulat ili konzularni dužnosnik u generalnom konzulatu.
U širem smislu, pod pojmom konzul podrazumijeva se svaki konzularni dužnosnik.
Konzuli mogu biti karijerni ili počasni.